# Rougemont VD
| VD ist das Kürzel für den Kanton Waadt in der Schweiz. Es wird verwendet, um Verwechslungen mit anderen Einträgen des Namens Rougemont zu vermeiden. |

Rougemont ist eine politische Gemeinde im Distrikt Riviera-Pays-d’Enhaut des Kantons Waadt in der Schweiz. Die früheren deutschen Namen Rötschmund und Retschmund sind trotz der Nähe zur Sprachgrenze in Vergessenheit geraten.

## Geographie
Rougemont liegt auf 1007 m ü. M., 28 km östlich des Bezirkshauptortes Vevey (Luftlinie). Das Dorf erstreckt sich leicht erhöht auf der rechten (nördlichen) Talflanke des oberen Saanetals, am Fuss des Rubli, im östlichen Pays-d’Enhaut, in den Waadtländer und Freiburger Voralpen.
Die Fläche des 48,6 km² grossen Gemeindegebiets umfasst einen Abschnitt des Pays-d’Enhaut mit den umliegenden Alpen. Das Gebiet wird von Osten nach Westen von der Saane (französisch: Sarine) in einem breiten Tal durchflossen; die östliche Grenze bildet die Engstelle von Le Vanel, die westliche die Mündung des Ruisseau des Ciernes Picat. Südlich der Saane, in den Waadtländer Voralpen, erstreckt sich der Gemeindeboden über die Kalkbergstöcke von Le Rubli (2285 m ü. M.) und Rocher Plat (2257 m ü. M.) bis auf den Gipfel der Gummfluh, auf der mit 2458 m ü. M. der höchste Punkt von Rougemont erreicht wird. Die Feuchtgebiete östlich der Gummfluh mit dem Bergsee Gour de Comborsin befinden sich im Quellgebiet des Chalberhönibachs.
Im Norden, in den Freiburger Voralpen, reicht das Gebiet über die Höhen von Les Rodomonts (1879 m ü. M.) bis auf die von Südwesten nach Nordosten verlaufende Bergkette von Rochers des Rayes (2026 m ü. M.), Dent de Savigny (2252 m ü. M.) und Dent de Ruth (2236 m ü. M.). Die östliche Begrenzung bildet der Ruisseau des Fenils (Grischbach). Im Nordwesten reicht die Gemeindefläche bis an den Ruisseau des Ciernes Picat und auf die Dent des Bimis (2161 m ü. M.), einen Ausläufer des Vanil Noir. Von der Gemeindefläche entfielen 1997 3 % auf Siedlungen, 31 % auf Wald und Gehölze, 48 % auf Landwirtschaft und etwas weniger als 18 % war unproduktives Land.
Zu Rougemont gehören das Dorf Flendruz (983 m ü. M.) oberhalb der Mündung des Ruisseau des Ciernes Picat in die Saane, die Siedlungen Le Crêt (1035 m ü. M.) westlich und Les Allamans (1010 m ü. M.) östlich des Dorfes, die Alpsiedlung Ciernes Picat (1168 m ü. M.) im gleichnamigen Tal am Fuss des Vanil Noir, sowie einige weitere Alpsiedlungen und Einzelhöfe. Nachbargemeinden von Rougemont sind Château-d’Oex im Kanton Waadt, Val-de-Charmey im Kanton Freiburg sowie Saanen im Kanton Bern. Auf dem Gipfel des Dent de Ruth in den Gastlosen befindet sich ein Dreikantonseck zu den Kantonen Bern und Freiburg ().

## Bevölkerung
Mit 798 Einwohnern (Stand 31. Dezember 2023) gehört Rougemont zu den kleineren Gemeinden des Kantons Waadt. Von den Bewohnern sind 73,1 % französischsprachig, 16,7 % deutschsprachig und 3,8 % englischsprachig (Stand 2000). Die Bevölkerungszahl von Rougemont belief sich 1880 auf 1256 Einwohner, 1900 auf 1189 Einwohner. Im Verlauf des 20. Jahrhunderts nahm die Bevölkerungszahl bis 1970 durch starke Abwanderung bis auf 824 Einwohner ab. Seither wurde wieder ein leichtes Bevölkerungswachstum verzeichnet.

## Wirtschaft
Rougemont war bis zu Beginn des 20. Jahrhunderts ein überwiegend durch die Landwirtschaft geprägtes Dorf. Noch heute haben die Milchwirtschaft (Käseproduktion) und die Viehzucht eine wichtige Bedeutung in der Erwerbsstruktur der Bevölkerung. Weitere Arbeitsplätze sind im lokalen Kleingewerbe (Holzverarbeitung, Baugewerbe) und im Dienstleistungssektor vorhanden.

### Tourismus
Seit sich die Verkehrsanbindung von Rougemont mit der Eröffnung der Montreux-Berner-Oberland-Bahn im Jahr 1904 verbesserte, entwickelte sich das Dorf zu einem Touristenort. Zunächst erschienen hauptsächlich Sommertouristen, mit dem Bau der Gondelbahn im Jahr 1959 auf die Videmanette begann auch der Wintertourismus. Heute zählt der Nordhang von Videmanette und Rubli zu einem beliebten Skigebiet, das seit 1984 mit demjenigen von Gstaad verbunden ist.

### Verkehr

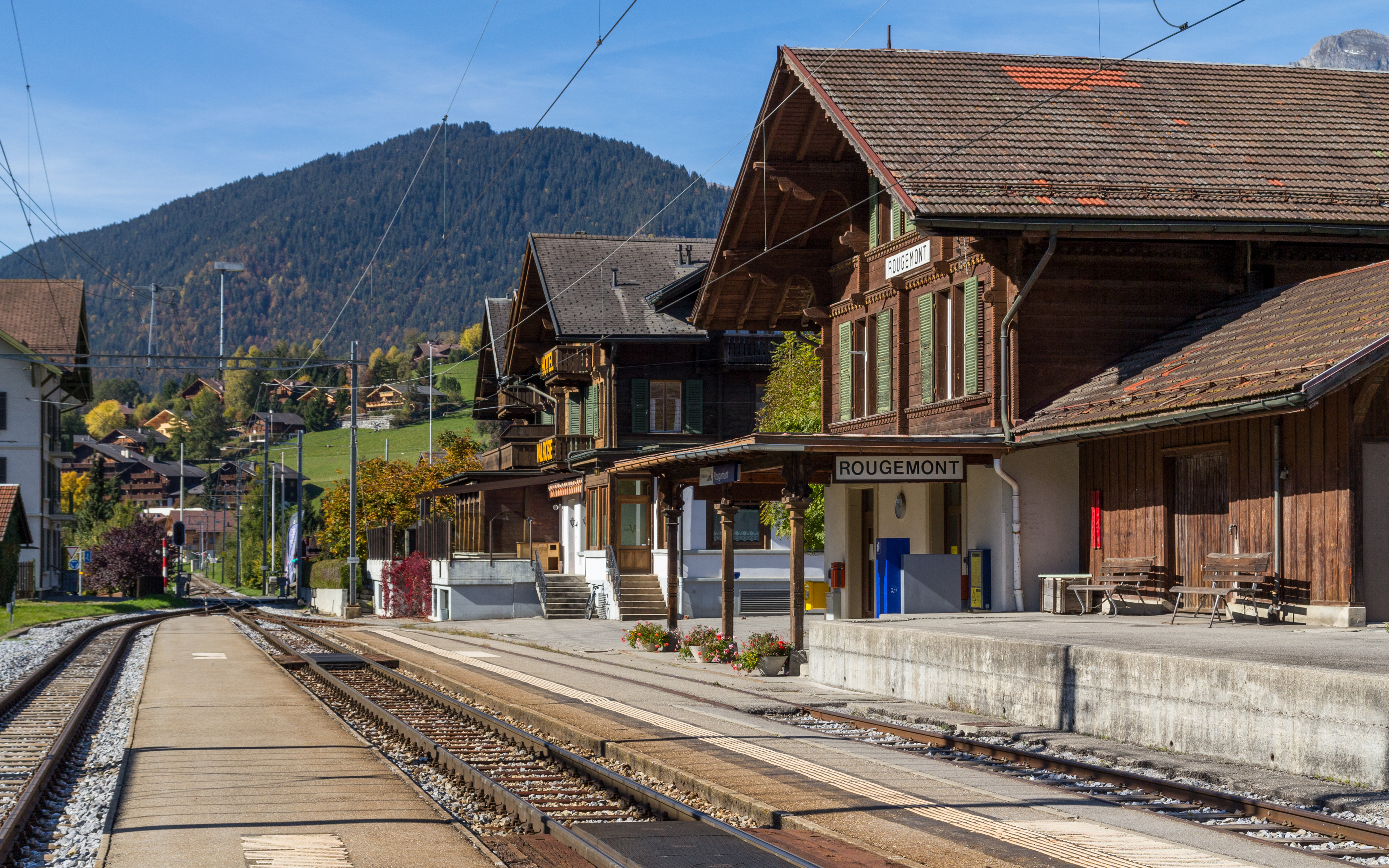
Bahnhof Rougemont VD

Die Gemeinde ist verkehrstechnisch erschlossen: Sie liegt an der Hauptstrasse 11, die von Aigle via den Passübergang Col des Mosses, Château-d’Œx und Saanen nach Zweisimmen im Berner Oberland führt. Am 20. Dezember 1904 wurde der Abschnitt Château-d’Œx-Saanen der Montreux-Berner Oberland-Bahn (MOB) (frz.: Chemin de fer Montreux-Oberland bernois) eröffnet.

## Geschichte
Die erste urkundliche Erwähnung des Ortes erfolgte 1104 unter dem latinisierten Namen Rubeus Mons. Später erschienen die Bezeichnungen Robeomonte (1228), Rojomont (1270) und Rogemont. Der Ortsname leitet sich vom französischen Wort rouge (rot) und dem lateinischen mons (Berg) ab.
Das Gebiet des Pays-d’Enhaut wurde im 10. Jahrhundert von den Grafen von Greyerz erobert. Diese schenkten einen Teil ihres Gebietes der Abtei Cluny, welche in der Zeit zwischen 1073 und 1085 das Priorat Rougemont gründete. Rougemont wurde damit zum geistlichen Zentrum des Pays-d’Enhaut. Es stand unter der Oberhoheit der Grafen von Greyerz, die durch einen Burgvogt vertreten wurden. Die Burg Vanel befand sich seit dem 12. Jahrhundert bei der Engstelle Vanel, wurde jedoch 1407 zerstört.
In Rougemont betrieb frater Heinrich Wirczburg (aus Vach bei Fürth) kurze Zeit im Jahr 1481 eine Druckerei. Er war Mönch des Cluniazenser-Ordens und hatte vorher in Genf in Gemeinschaft mit dem dortigen Erstdrucker Adam Steinschaber gearbeitet. Die Werkstatt in Rougemont veröffentlichte zwei Drucke: ein illustriertes lateinisches Geschichtsbuch (Werner Rolevinck: Fasciculus temporum, HCR 6939, GW M38708), von dem noch 64 Exemplare bekannt sind, davon 8 in der Schweiz. Als zweites Buch erschienen hier die Satyren des römischen Dichters Aulus Persius Flaccus (C 4700, GW M3136210: 10 Exemplare bekannt, keines in der Schweiz), deren Erstausgabe im Vorjahr in Venedig publiziert worden war.
Als der letzte Graf von Greyerz 1554 Konkurs machte, teilten seine Gläubiger, die Stände Bern und Freiburg, die Hinterlassenschaft unter sich auf. Dadurch kam es zur Teilung des oberen Saanetals: das Pays-d’Enhaut und das Saanenland gelangten an Bern, während Freiburg die Herrschaft über das Greyerzerland übernahm. Bern setzte in seinem Gebietsteil sofort die Reformation durch, und das Priorat wurde aufgehoben. Rougemont wurde der Landvogtei Saanen eingegliedert. An der Stelle der ehemaligen Prioratsgebäude liess Bern 1572 das Schloss Rougemont erbauen, das zur Residenz des Vogtes wurde.
Nach dem Zusammenbruch des Ancien Régime gehörte Rougemont von 1798 bis 1803 während der Helvetik zum Kanton Léman, der anschliessend mit der Inkraftsetzung der Mediationsverfassung im Kanton Waadt aufging. 1803 wurde es dem Bezirk Pays-d’Enhaut zugeteilt.
Seit 2012 gehört die Gemeinde zum Parc naturel régional Gruyère Pays-d’Enhaut.

## Sehenswürdigkeiten

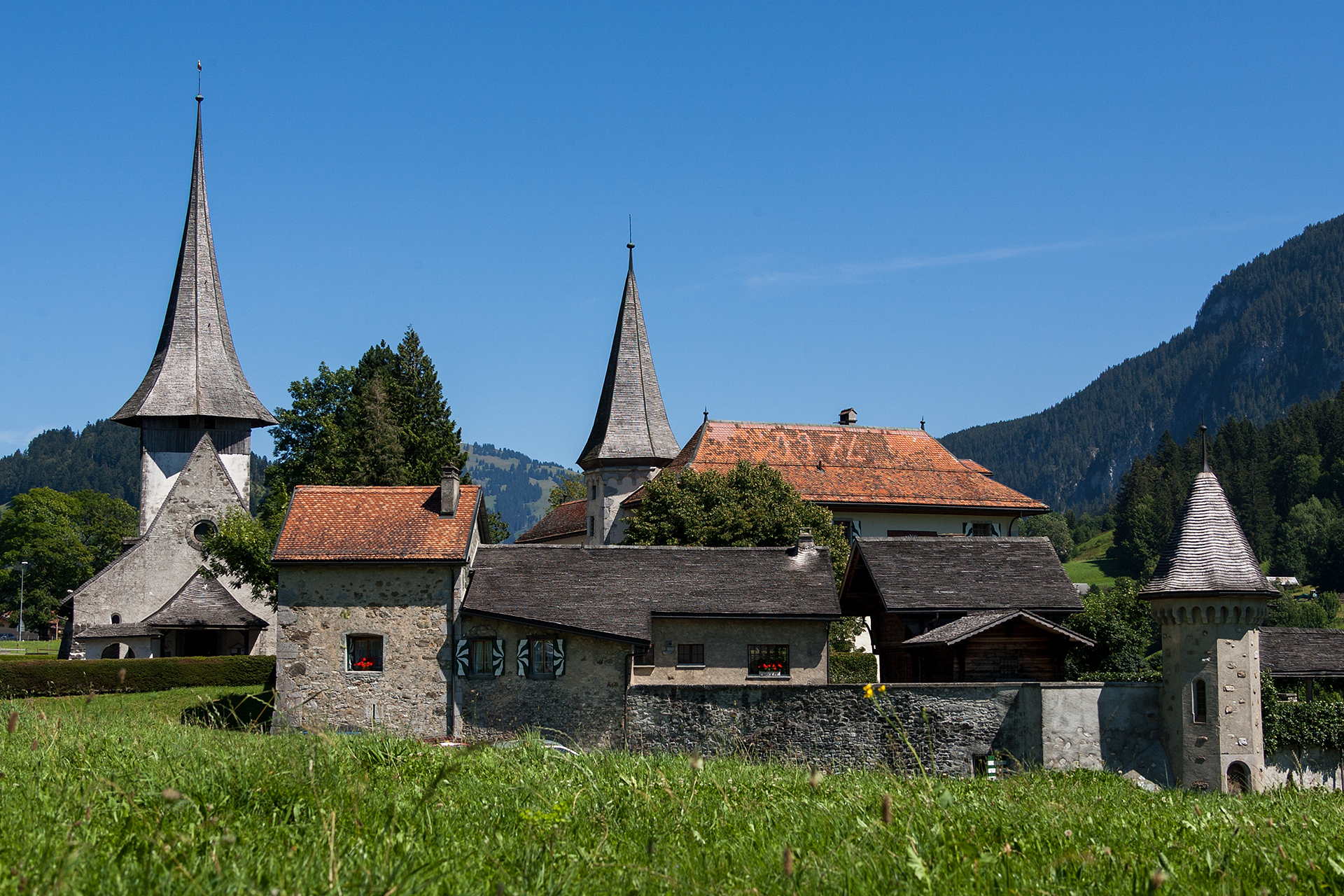
Kirche und Schloss von Rougemont

Als reformierte Kirche dient die ehemalige Prioratskirche Saint-Nicolas. Das Gotteshaus mit kreuzförmigem Grundriss ist dreischiffig und hat wesentliche Bauteile der ursprünglichen romanischen Kirche bewahrt. Bei der Umgestaltung in den Jahren 1585 bis 1587 wurde der Chor mit drei halbrunden Apsiden erstellt. Das Dach und der Kirchturm im typischen Berner Oberländer Stil stammen aus dem 17. Jahrhundert.
Neben der Kirche steht anstelle der ehemaligen Prioratsgebäude das Schloss Rougemont, das 1572 erbaut und von 1756 bis 1759 umgestaltet wurde. Es besitzt einen Treppenturm und einen Innenhof. Die Kirche, das Schloss und die noch vorhandenen Teile der Umfassungsmauer stehen unter Denkmalschutz.
Rougemont besitzt einen Ortskern mit zahlreichen Holzhäusern aus dem 17. und 18. Jahrhundert, die Fassaden mit Schnitzereien, Malereien und Inschriften aufweisen. Auch im Dorf Flendruz sind typische Holzhäuser aus dem 17. und 18. Jahrhundert erhalten.